# Gorgopas
Gorgopas (zm. 388 p.n.e.) – wódz spartański podczas wojny korynckiej. W 388 p.n.e. prowadził, wraz z flotą 12 trier, działania przeciwko Ateńczykom znajdującym się na wyspie Eginie. Wraz z mieszkańcami Eginy nękał Ateńczyków atakami, więc wysłano przeciwko niemu wodza Eunomosa. Kiedy Antalkidas został wysłany, by objąć dowództwo nad spartańską flotą w Azji, Gorgopas eskortował go aż do Efezu. Po powrocie na Eginę zaatakował Ateńczyków i zdobył 4 okręty. Ateński wódz Chabrias, w drodze na Cypr, zatrzymał się na Eginie i urządził zasadzkę, w której Gorgopas poległ.